# 東布里奇沃特 (麻薩諸塞州)
東布里奇沃特（英語：East Bridgewater）是一個位於美國麻薩諸塞州普利茅斯縣的鎮。

## 人口
根據2020年美國人口普查的數據，東布里奇沃特的面積為45.30平方千米，當中陸地面積為44.70平方千米，而水域面積為0.60平方千米。當地共有人口14440人，而人口密度為每平方千米319人。